# Nokia Lumia 710
Nokia Lumia 710 es un teléfono con el sistema operativo Windows Phone 7. Forma parte de la estrategia de Nokia de cambiar el sistema operativo de Symbian a Windows Phone. Mientras que el Nokia Lumia 800 está enfocado al mercado de gama alta, el Nokia Lumia 710 está enfocado a un mercado con menos poder adquisitivo ofreciendo un dispositivo de inferiores características a un precio menor.
El 25 de febrero de 2013 se presentó el Nokia Lumia 720, el sucesor del Nokia Lumia 710. Las mejoras son Windows Phone 8, procesador de doble núcleo, cámara frontal, pantalla más grande de 4,3 pulgadas, una batería de mayor capacidad de 2000 mAh y soporte para tarjetas microSD de hasta 64GB.

## Problemas encontrados
- Corta duración de la batería.[7]

- WMPoweruser escribió: "El Lumia 710, desafortunadamente, es inferior al HTC Radar tanto en calidad de llamada como en calidad de sonido."[8]

- Ginny Mies de PC World escribió: "Las fotos del Lumia 710 fueros mediocres. Mis fotos de interior estaban borrosas y difuminadas; y mientras que mis fotos de exterior eran un pocos mejores, todavía tenían ese efecto de difuminado."[9]

- Dan Seifert de TechSpot escribió: "Los problemas con los botones del Lumia 710 no terminan con la parte frontal del teléfono, ya que el regulador de volumen y la tecla de la cámara en el lado derecho son muy blandas y no proporcionan mucha realimentación. La tecla de la cámara, en particular, es bastante difícil de usar, ya que es muy difícil de determinar cuando la has pulsado complementamente."[10]

## Ahorro de Batería
Existen diferentes formas de ahorrar batería en el Lumia 710, algunas de ellas son:
- Activar el ahorrador de batería, esto se puede hacer en Configuración > Ahorro de Batería.
- Desactivar el WiFi desde el menú de WiFi dentro de Configuración.
- Desactivar el Bluetooth, solo usarlo cuando se necesite.
- Usar una plantilla oscura, esto reducirá la iluminación de la pantalla, ahorrándole batería.
- Reducir el brillo desde Configuración > Brillo > Nivel y al mismo tiempo desactivar la función automática.
- Desactivar los servicios de ubicación.
- Actualizar a la versión más reciente, estas actualizaciones siempre tienen en cuenta la vida de la batería.[11]